# مستقبل بيتا-2 أدرينالي الفعل
المستقبل بيتا-2 أدرينالي الفعل هو مستقبل بيتا أدرينالي الفعل غشائي يتآثر مع الأدرينالين (يسمى أيضا إبينفرين) وهو هرمون وناقل عصبي، التأشير بواسطته يحفز محلقة الأدينيلات عبر بروتينات Gs فتزيد من أحادي فوسفات الأدينوسين الحلقي وتآثرات النوع L من قناة البوتاسيوم مع المسار، يتوسط هذا المستقبل استجابات فيسيولوجية مثل استرخاء العضلات الملساء وتوسع القصبات.
يُشفَّر هذا البروتين لدى البشر بواسطة جين ADRB2.

## الجين
الجين ADRB2 عديم الإنترونات. ومختلف هيئات تعدد الأشكال، الطفرات النقطية و/أو التنظيم التخفيضي لهذا الجين لها علاقة بالربو الليلي، السمنة وسكري النوع الثاني.

## البنية
البنية الكريستالية ثلاثية الأبعاد لمستقبل بيتا-2 أدرينالي الفعل تم تحديدها  عبر إنشاء بروتين اندماجي مع ليزوزيم لزيادة المساحة المحبة للماء في البروتين للارتباطات البلورية. توجد طريقة أخرى يتم فيها إنشاء بلورة مشتركة لبروتين اندماجي من ناهضة وليبيد ثنائي الطبقة مدعوم وتوليد بنية دقتها 3.5 أنغستروم.